# Ordened Computer Chaos
Ordened Computer Chaos (OCC) was een LAN-party in België. Het evenement werd georganiseerd in een lang weekend (van vrijdag tot zondag), waarbij er op de locatie slaapgelegenheid was voor de deelnemers. In 2005 werd de vzw Ordened Computer Chaos opgericht die de evenementen organiseerde.

## Geschiedenis
OCC is in 1999 begonnen voor 30 man in de parochiezaal te Kemzeke, Oost-Vlaanderen. Na de eerste lanparty in Kemzeke werd overgestapt naar de Broederscholen Hiëronymus te Stekene. Voor zijn vierde editie verhuisde OCC naar de stadsfeestzalen te Sint-Niklaas, waar hun laatste lanparty 280 gamers trok.
In 2000 verhuisde de party naar een zaal in Waasland Expo Hallen van Temse. Later werd ook de aanliggende zaal in gebruik genomen, waardoor er tot 1000 gamers konden komen. In juli 2005 kwamen er 1600 gamers naar de Flanders Expo Hallen te Gent. Hiermee kunnen zij zich heden ten dage officieel de grootste LAN-party van België noemen.

In 2006 werd het evenement van augustus afgelast wegens gebrek aan belangstelling. Doordat deelnemers inmiddels ook thuis over een snelle internetverbinding beschikten, zou de interesse in het deelnemen aan een evenement zijn afgenomen. Maar ook de angst voor gerechtelijke procedures wegens het uitwisselen van illegale film-, muziek- en gamebestanden zou veel deelnemers hebben doen afschrikken.

## Overzicht
Een overzicht van de verschillende OCC's gerangschikt op datum en met vermelding van plaats en aantal gamers:
| editie     | datum                  | locatie      | aantal deelnemers |
| ---------- | ---------------------- | ------------ | ----------------- |
| OCC 1      | april 1999             | Kemzeke      | 30                |
| OCC 2      | juli 1999              | Stekene      | 50                |
| OCC 3      | oktober 1999           | Stekene      | 70                |
| OCC 4      | april 2000             | Sint-Niklaas | 120               |
| OCC 5      | augustus 2000          | Sint-Niklaas | 280               |
| OCC 6      | oktober 2000           | Temse        | 400               |
| OCC 7      | april 2001             | Temse        | 400               |
| OCC 8      | december 2001          | Temse        | 500               |
| OCC 9      | april 2002             | Temse        | 500               |
| OCC X      | 19-20-21 juli 2002     | Temse        | 500               |
| OCC XI     | 20-21-22 december 2002 | Temse        | 540               |
| OCC 12     | 11-12-13 april 2003    | Temse        | 800               |
| OCC 13     | juli 2003              | Temse        | 800               |
| OCC 13,42  | 7-8-9 november 2003    | Temse        | 400               |
| OCC 14     | 19-20-21 december 2003 | Temse        | 900               |
| OCC 15     | 9-10-11 april 2004     | Temse        | 900               |
| OCC 16     | 9-10-11 juli 2004      | Temse        | 900               |
| OCC 17     | december 2004          | Temse        | 900               |
| OCC 18     | april 2005             | Temse        | 1000              |
| OCC 19     | 8-9-10-11 juli 2005    | Gent         | 1600              |
| OCC 19,5   | 18-19-20 november 2005 | Temse        | 1000              |
| OCC 20     | 7-8-9 april 2006       | Temse        | 950               |
| OCC 21.bis | 3-4-5 november 2006    | Temse        | 435               |
| OCC 22     | 6-7-8 april 2007       | Temse        | 430               |
| OCC 23     | 21-22-23 december 2007 | Temse        | 446               |
| OCC 24     | 21-22-23 maart 2008    | Temse        | 414               |